# 阮文承
阮文承（越南语：／，占語：Po Phaok The，？—1835年），末代賓童龍占婆君主，1829年至1832年在位。
阮文承是阮文振的儿子，有足疾。1822年（明命三年），正鎮阮文振逝世，嘉定城總鎮黎文悅提議讓阮文承繼承正鎮之位，但明命帝希望讓Bait Lan繼承正鎮之位。Ja Lidong發動叛亂，擁立副鎮阮文永為主。阮朝派兵平叛，逮捕了阮文永。Ja Lidong退往山中，利用複雜地形不斷騷擾官軍。不得已之下明命帝將阮文永送回順城鎮，任命其為正鎮，以安撫人心。
明命十年（1829年），阮文永逝世。黎文悅未經明命帝批准，任命阮文承為順城鎮正鎮、阮文元為副鎮。阮文承未受到阮朝正式任命，因此僅被阮朝稱作署理副鎮守。當時，黎文悅治下的嘉定城擁有很高的自治權，順城鎮聽命於嘉定城，順化的朝廷對其影響力微乎其微，因此實力弱小的順城鎮無可避免地捲入了黎文悅與明命帝的權力鬥爭之中。順城鎮內部傾向順化朝廷的聲音被打壓。
明命十三年（1832年），在得知黎文悅健康惡化後，明命帝派人將阮文承和阮文元召到順化。六月，黎文悅去世，明命帝謀劃在南圻進行行政改革。十月，阮文承率領占婆土民願意成為編戶齊民。阮朝遂对占婆改土归流，废顺城镇，劃歸平順鎮，以其地設寧順府綏定、綏豐二縣。自此占婆作為一個國家正式滅亡。阮文承改授管奇銜，從平順省公務，仍管諸總土民及茶娘蠻諸冊徵納稅例，原來頒給的管理順城銅關防印被收回並熔毀。
明命十四年（1833年）六月，明命帝下令封阮文承为延恩伯，授從三品衛尉一職，世代承襲，奉占城国祀，同時在京城和平順省城修建占城國王廟，以體現阮朝朝廷“繼絕興亡”的德行。
就在順城鎮被改土歸流的同時，明命帝废除嘉定城，重劃南圻政區，将南圻的权力收归朝廷。黎文悦的养子黎文𠐤不滿明命帝在南圻的改革政策，在南圻起兵对抗明命帝，得到华侨和法国传教士的支持。暹罗国王拉玛三世出兵越南南部以支持黎文𠐤。明命十五年（1834年），原順城鎮轄境內爆發罗奔王起义，要求恢复自治，但很快便被鎮壓下去。明命十六年（1835年），黎文𠐤的继承人黎文鴝被镇压，黎文𠐤之亂完全平定。四月，阮文承及副王阮文元被杜文歡供出曾與黎文𠐤相通，被控以謀反罪，凌迟处死，占城祀绝。